# Batalla de Karameh
La batalla de Karameh (en árabe: معركة الكرامة) se libró el 21 de marzo de 1968 en la ciudad de Karameh, Jordania, entre las Fuerzas de Defensa de Israel (FDI) y las fuerzas combinadas de la Organización de Liberación de Palestina (OLP) y las Fuerzas Armadas de Jordania. Fue planeada por Israel como dos ataques simultáneos en los campos de la OLP, uno en la misma Karameh y uno en la lejana aldea de Safi —Operación Infierno (en hebreo: מבצע תופת) y la Operación Asuta (מבצע אסותא), respectivamente—, pero la primera resultó en una batalla a gran escala entre los palestinos y los israelíes.
Los ataques fueron en represalia por una serie de ataques de la OLP contra Israel, en su mayoría por la facción Fatah, que culminó con la explosión de un autobús escolar israelí al golpear una mina que estaba enterrada. Israel asumió que el ejército jordano haría caso omiso de la invasión, pero en cambio luchó junto a los palestinos y causó grandes pérdidas a las fuerzas israelíes. Los israelíes se retiraron al final de la batalla de un día, después de haber destruido la mayor parte del campo de Karameh y de llevarse a cientos de prisioneros.
Ambas partes declararon la victoria. A nivel táctico, la batalla terminó a favor de Israel, porque el objetivo de la misión se había logrado. Sin embargo, para los palestinos se convirtió en una victoria mítica, a partir de la cual establecieron sus reivindicaciones nacionales. En primer lugar, la contienda fue vista como la unificación de la Jordania Hachemita, con un gran número de refugiados palestinos, ya que el rey Hussein había proclamado «Creo que podemos llegar a una posición en la que todos somos fedayínes.» Después de la batalla, la fuerza de la OLP comenzó a crecer, y los palestinos hablaron abiertamente de tomar el control de Jordania, como parte de Palestina. Esta situación condujo al Septiembre Negro en la Jordania de 1970.

## Trasfondo
Tras la toma de Cisjordania por parte de Jordania durante la Guerra de los Seis Días, en junio de 1967, Israel destruyó las redes de Fatah ya existentes allí. Pero a principios de 1968 los guerrilleros de Fatah comenzaron a atacar a Israel desde sus bases en el margen jordano del río Jordán. La mayoría de estos ataques fueron bloqueados con éxito por el ejército israelí. En ocasiones, la infantería y artillería jordanas proporcionaron fuego de cobertura a los escuadrones de Fatah, dando lugar a frecuentes enfrentamientos directos entre los ejércitos israelí y jordano. 
Durante los días 14 y 15 de febrero, morteros jordanos atacaron a varios asentamientos israelíes en el Valle de Beit Shean y a lo largo del valle del Jordán. Las fuerzas de artillería de FDI y la Fuerza Aérea Israelí tomaron represalias contra las bases y las baterías de artillería jordanas. Como resultado, miles de campesinos jordanos huyeron hacia el este, y los fedayines se trasladaron a los valles. Un alto al fuego patrocinado por Estados Unidos fue organizado, y el rey Hussein declaró se debía que impedir que estos grupos utilizaran a Jordania como base para sus ataques. En febrero, envió un convoy de veinte vehículos, llenos de soldados y policías, con el fin de obligar a una unidad de Fatah a abandonar Karameh. Cuando llegó, la columna se vio rodeada de hombres armados con ametralladoras, su comandante dijo: «Tienen tres minutos para decidir si salir o morir.» Se retiraron. En marzo, varios cientos de civiles vivían en el campamento, junto con unos 900 guerrilleros —la mayoría de Fatah— y el líder de la OLP, Yasser Arafat, que tenía su sede allí.
Aharon Yariv, jefe de la Dirección de Inteligencia Militar, declaró que un ataque podría dañar el prestigio de Fatah. Por otro lado, el ministro de Relaciones Exteriores israelí, Abba Eban, y su jefe de oficina, Gideon Rafael, eran conscientes de que podían causar una reacción adversa en EE. UU., porque el ataque podría resultar en la muerte de civiles inocentes y ser un mal político para Israel. El Jefe de Estado Mayor, Haim Bar-Lev prometió una acción limpia. El Ministro de Defensa israelí, Moshe Dayan, pidió la "aprobación del presidente" para una redada, pero esto fue rechazado por el gabinete. 

## Preludios

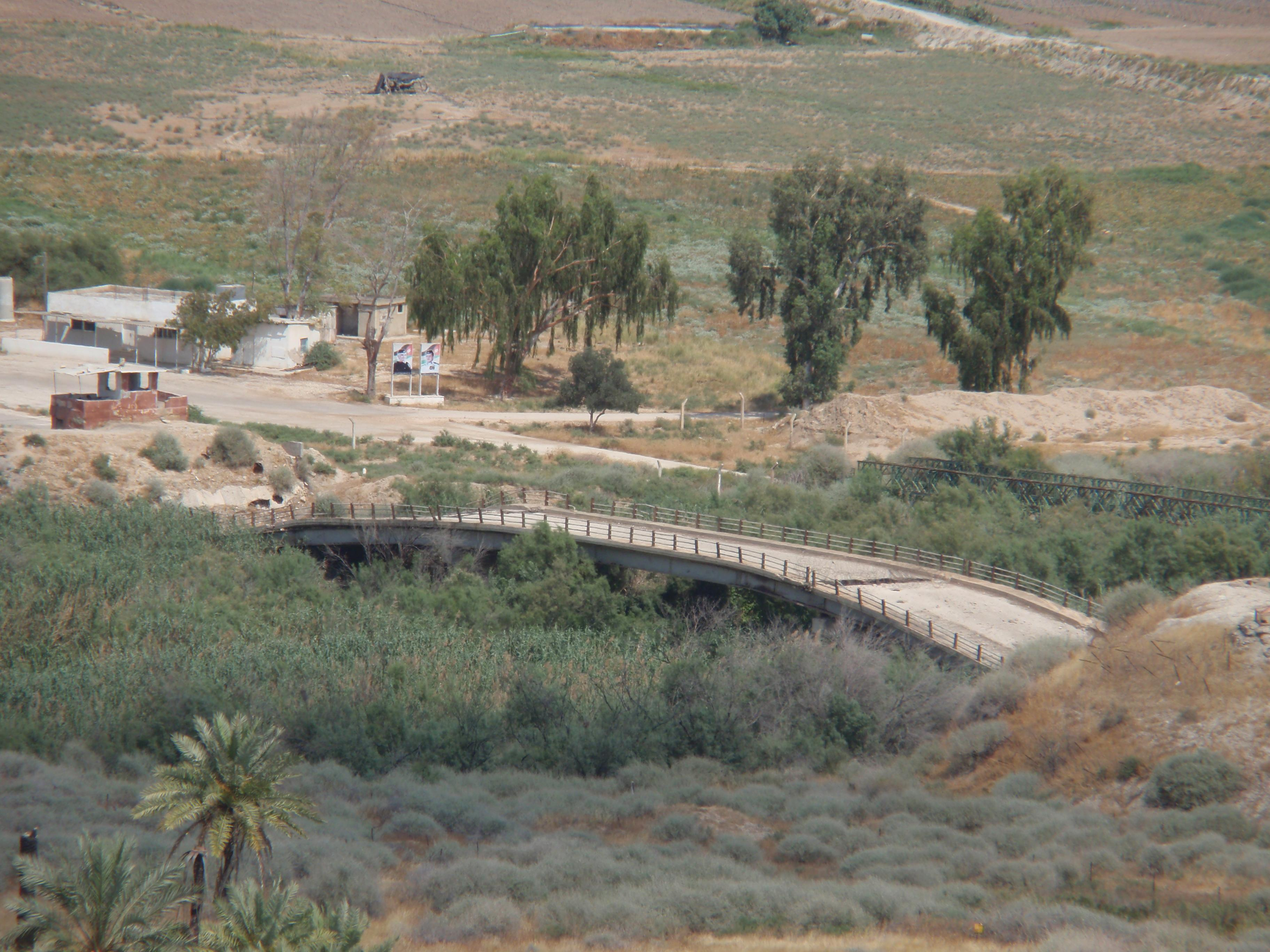
Vista del Puente Damia.

El 4 de marzo, la inteligencia jordana detectó una concentración de tropas de las FDI cerca de los puentes Allenby y Damia. Se ordenó la 1.ª División de Infantería tomar posiciones cerca de los puentes y alrededor de Karameh. El 17 de marzo, Dayan advirtió que los árabes se estaban preparando para «una nueva ola de terror» que Israel tomaría medidas para contener si el rey Hussein de Jordania era incapaz de hacerlo. Eshkol repitió el mensaje al Knéset y, ese mismo día, el embajador israelí Yosef Tecoa presentó dos denuncias ante las Naciones Unidas contra lo que él llamó «repetidos actos de agresión» de los árabes.
El 18 de marzo, un colectivo escolar israelí explotó a causa de una mina cerca de Beer Ora en la Aravá, causando la muerte a dos adultos e hiriendo a diez niños. Fue la trigésimo octava operación de Fatah en poco más de tres meses. Esa noche, el gabinete aprobó el ataque. Estados Unidos trató de impedir mediante el envío de Israel un mensaje del rey Hussein. El primer ministro israelí, Levi Eshkol, llamado el gabinete en más sesiones de asesoramiento, pero solo el líder del Partido Religioso Nacional, Haim Moshe Shapira, se opuso verbalmente, mientras que el ministro de Educación israelí, Zalman Aran se opuso a ella, pero permaneció en silencio.
Para el 20 de marzo, Jordania había identificado partes de las 7.ª y 60.ª Brigadas Acorazadas, la 35.ª Brigada de Paracaidistas, la 80.ª Brigada de Infantería, un batallón de ingenieros de combate y cinco batallones de artillería entre los puentes. Los jordanos supusieron que los israelíes estaban planeando un ataque con un asalto a Amán, y el ejército tomó posiciones cerca de los puentes; la 60.ª Brigada acorazada se unió a la 1.ª División de Infantería, y se agregó la mayor parte de sus unidades de vehículos blindados, artillería antitanque y de la 1.ª División de Infantería. El poder de fuego total fue de 105 tanques Patton y 88 piezas de artillería. Las divisiones de infantería fueron desplegadas cerca de los puentes, cada una con una compañía de tanques. La artillería se desplegó principalmente en las crestas del Valle del Jordán, con vistas a Karameh, para obtener una ventaja topológica.
Las fuerzas israelíes ascendían a menos de una brigada acorazada, una brigada de infantería, un batallón de paracaidistas, un batallón de ingeniería y cinco batallones de artillería. Las unidades se dividieron en cuatro grupos de tareas. El mayor de ellos iba a cruzar el Puente Allenby y llegar a Karameh desde el sur, un segundo a cruzar el puente Damiyah, y penetrar en la ciudad desde el norte, completando así un movimiento de pinza. Asimismo, los paracaidistas iban a ser desplegados por los helicópteros en la ciudad, mientras que la cuarta fuerza llevaría a cabo un ataque de distracción en el puente Abdullah para alejar las fuerzas jordanas de Karameh y cubrir el ataque principal.
Antes del ataque, la Fuerza Aérea Israelí lanzaron panfletos diciendo que el ejército jordano que Israel no tenía intención de hacerles daño, y que no debían intervenir; pero los jordanos hicieron caso omiso a los folletos. La revista Time informó que los fedayines habían sido advertidos de antemano por la inteligencia egipcia, y que buena parte de los 2000 fedayines que utilizaban Karameh como base de entrenamiento se habían retirado a las colinas para disparar como francotiradores a los israelíes. Unos 200 guerrilleros se quedaron adentro para defender la ciudad. Más tarde, el lugarteniente de Arafat, Abu Iyad, afirmó en sus memorias que él y Arafat habían sido alertados sobre el ataque israelí por los funcionarios jordanos, que se habían enterado por la CIA.

## La batalla
A las 05:30 a. m. del 21 de marzo, las fuerzas israelíes atacaron simultáneamente en los tres puentes. Ingenieros de combate construyeron un puente de pontones en el norte y las tropas cruzaron el río. Las puntas de lanza israelíes avanzaron a través del puente Hussein y hacia Shunat Nimreen. 
A las 06:30, helicópteros israelíes comenzaron a desplegar al grueso del batallón de paracaidistas al norte de Karameh. Un avión israelí iba a lanzar panfletos dirigidos a Fatah después de que los paracaidistas hubieran rodeado la ciudad. Sin embargo, debido a las difíciles condiciones climáticas, los helicópteros que transportaban a los paracaidistas llegaron veinte minutos tarde. Cuando el grupo del sur comenzó su avance hacia el norte de Karameh, se encontraron con una brigada de infantería jordana, respaldada por blindados, artillería y proyectiles antitanque. La Fuerza Aérea israelí lanzó ataques aéreos, pero solo fue capaz de infligir daños menores a los jordanos que, atrincherados en sus posiciones, repelieron varios ataques israelíes. 
En el sur, la artillería jordana impidió a los israelíes levantar otro puente de pontones en el puente Abdullah, deteniendo ahí el avance hebreo. El coronel israelí Shmuel Gonen afirmaría más tarde que la acción en el puente Abdullah no era más que una distracción. 
En Shuna, tras cruzar el puente Allenby, la fuerza se dividió en tres direcciones: 
- Una o más compañías se dirigieron hacia el norte de Karameh.
- Un batallón de infantería y un batallón de tanques se trasladó al este, para bloquear la Ruta de la Sal.
- Otro batallón de infantería se trasladó al sur para ayudar a la fuerza que intentaba de romper el cerco a través del puente Abdullah.

Mientras tanto, la fuerza que cruzó el puente Damiya se estableció en el margen oriental. Los ingenieros comenzaron a construir un nuevo puente y la fuerza continuó avanzando hacia el este, hasta el cruce de Musri, desde donde se planeaba atacar el sur de Karameh, pero fueron repelidos por la brigada norte de la 1.ª División.
La fuerza que ingresaba a Karameh a través del puente Allenby se abrió paso y se dirigió a la ciudad, penetrando en ella poco antes de las 07:00. A las 08:00, las fuerzas israelíes habían tomado el control de la ciudad, que resultó ser una base de la OLP mucho más grande de lo que pensaban. Algunos de los paracaidistas y blindados fueron desplegados al norte para operar en el campamento de Fatah. Los paracaidistas destruyeron la mayor parte del campamento, y muchos de los palestinos, incluido Arafat, huyeron hacia el este. La fuerza combinada se encontraba envuelta en intensos combates contra la brigada central de la 1.ª División y un número de combatientes de Fatah. Los paracaidistas en Karameh se encontraron con la resistencia de los fedayines de Fatah y el ejército regular jordano. Los paracaidistas sufrieron grandes pérdidas, y se unieron a la columna del norte de la fuerza de Hussein. 

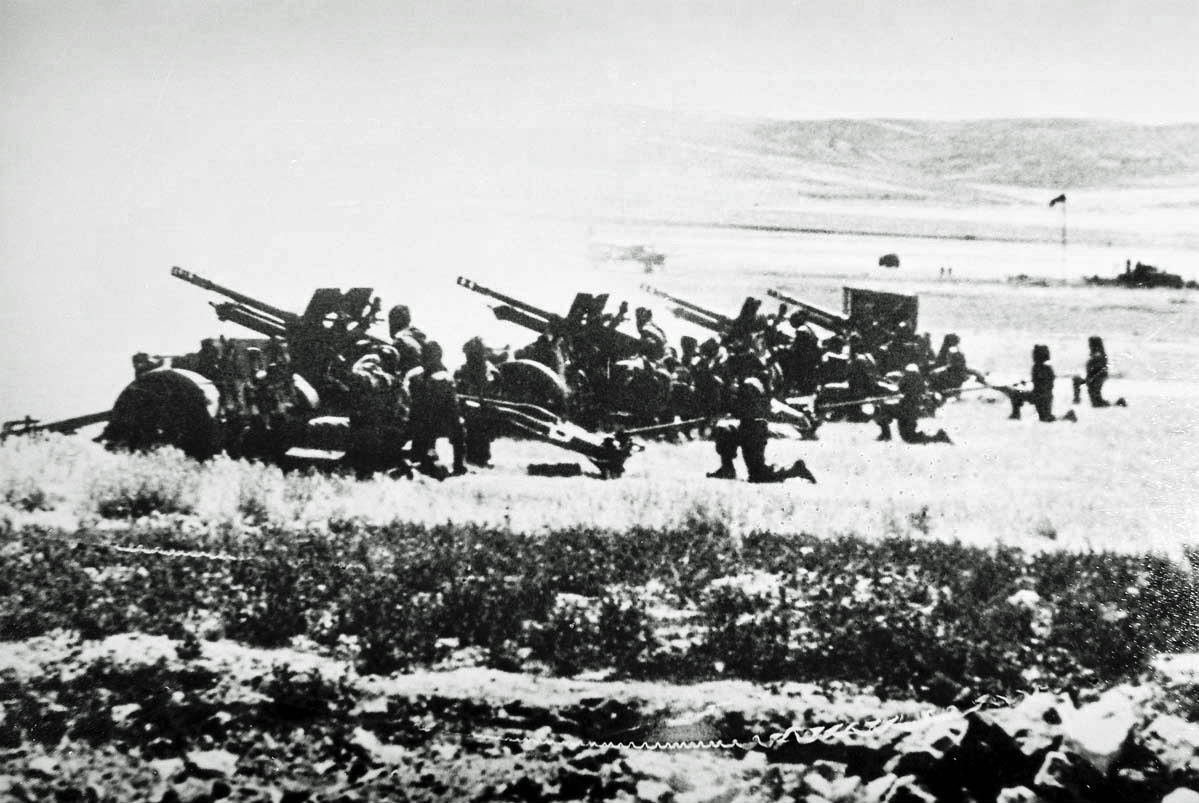
Batería jordana en Karameh.

El resto de la fuerza del puente Allenby fue bloqueada al este y sur de Shuna por elementos de las brigadas de centro y sur de la 1.ª División, y por un batallón de tanques desde la Ruta de la Sal.
Una pequeña fuerza de infantería israelí trató de proteger al flanco derecho de las fuerzas invasoras del sur de los ataques de las fuerzas jordanas, desplegadas cerca del puente del Rey Abdullah. Los jordanos contaban con blindaje, pero los israelíes se resistieron, y la batalla se convirtió en un punto muerto.
Una gran fuerza de la infantería y blindados israelí se dirigió hacia el este para bloquear el camino entre Sal y el puente Allenby, y se encontraron con la 60.ª Brigada acorazada jordana, que intentaba unirse a la defensa de Karameh. En la consiguiente batalla, los jordanos perdieron ocho tanques Patton, sin destruir ningún tanque israelí, y se retiraron a las montañas, donde se atrincheraron y continuaron disparando hacia los hebreos. La Fuerza Aérea Israelí lanzó ataques aéreos contra posiciones de artillería jordanas, pero no logró detener el fuego. Durante las siguientes dos horas, la artillería y los ataques aéreos israelíes impactaron contra las posiciones jordanas en el camino entre Musri y Karameh, en la Ruta de la Sal, y al este del puente de Abdullah. Los israelíes también consolidaron su dominio en Karameh y comenzaron a demoler el campamento. Un total de 175 edificios fueron destruidos.
Mientras tanto, la Operación Asuta fue lanzada contra bases guerrilleras más pequeñas al sur del Mar Muerto, cerca de Safi, donde el autobús escolar había impactado a la mina. Unos 20 soldados y policías jordanos, más 20 combatientes de Fatah fueron asesinados, y otros 27 fueron capturados. Los israelíes no sufrieron bajas.
Frustradas sus esperanzas de rodear a toda la fuerza de la OLP, los israelíes se retiraron rápidamente, pero debieron luchar para regresar a su territorio. A las 11:00, los israelíes comenzaron a retirarse, evacuando a su personal con helicópteros Sikorsky H-34. Debido a la orden de recuperar tantos vehículos como fuera posible, la retirada no se completó sino hasta las 20:40.

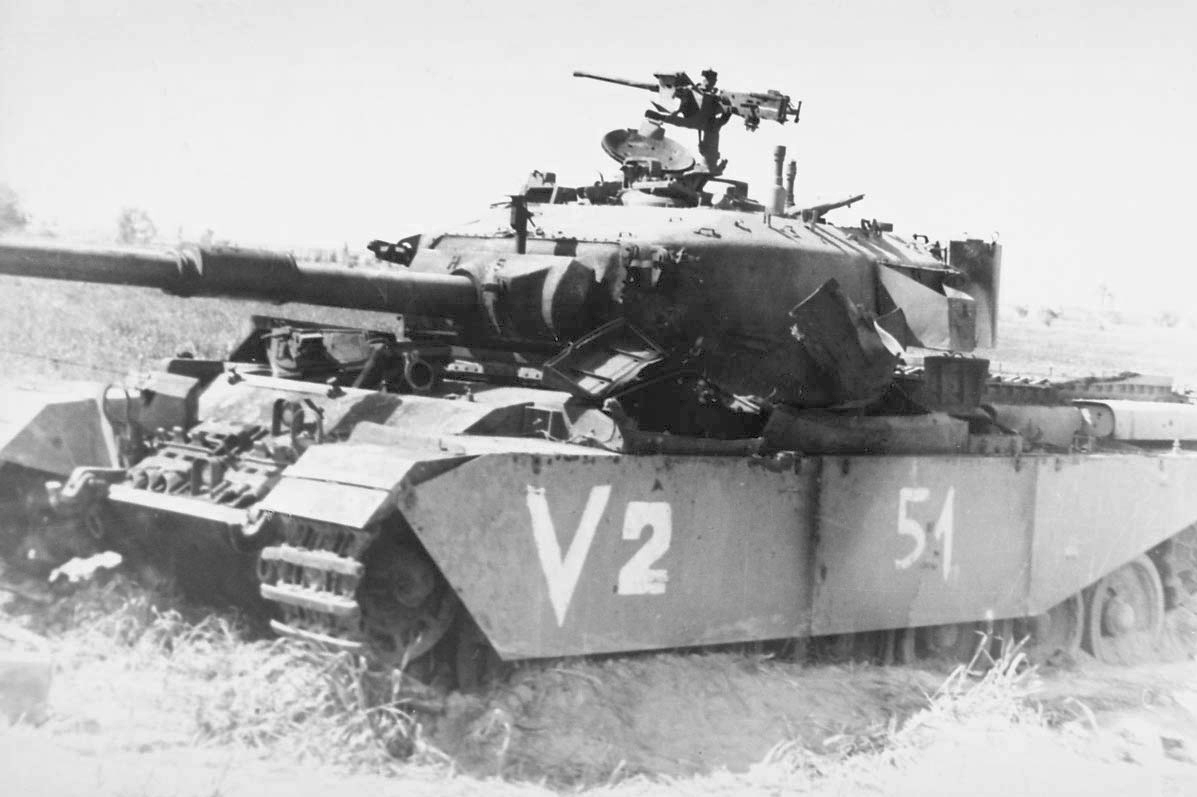
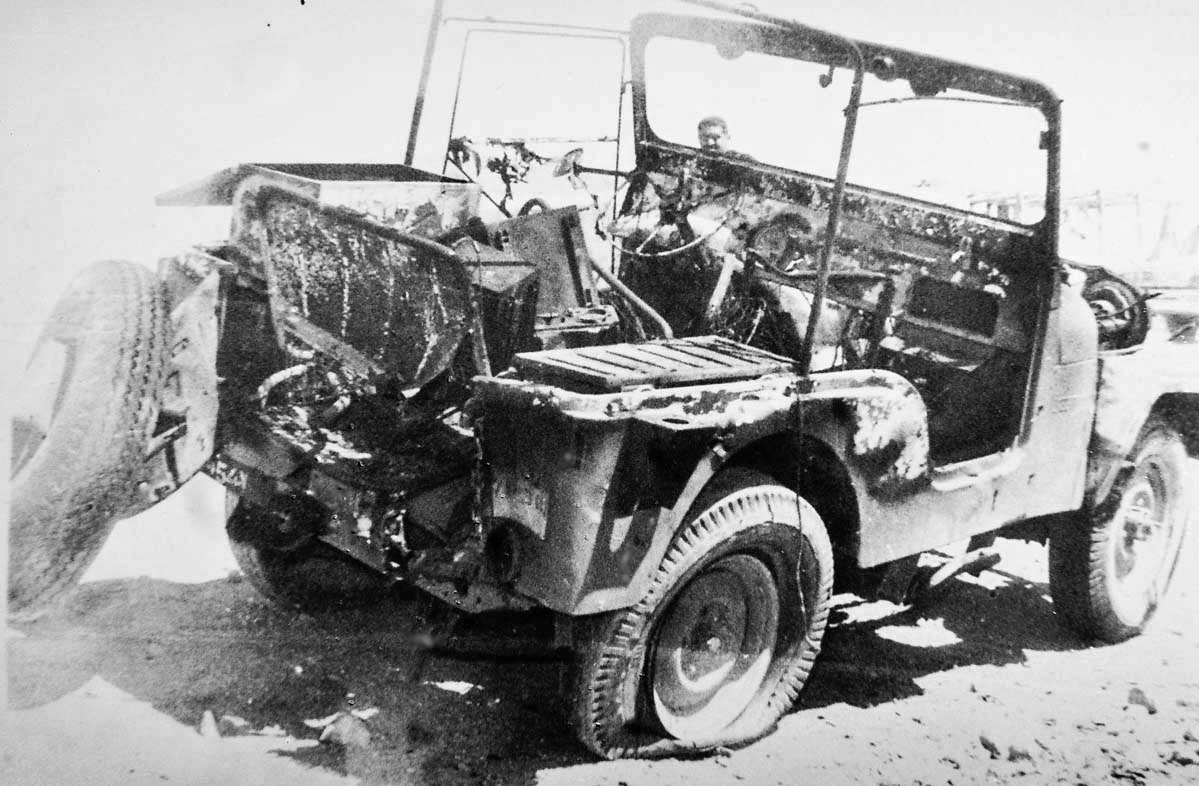
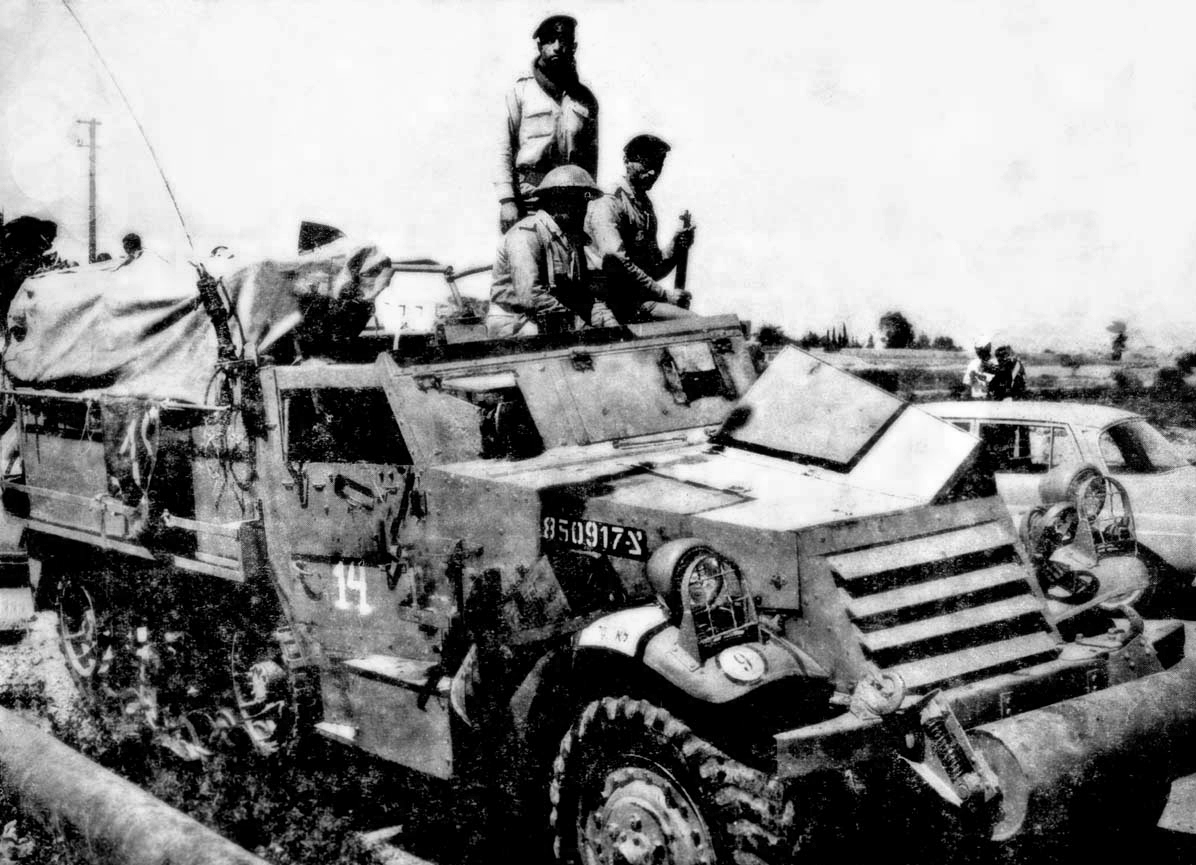
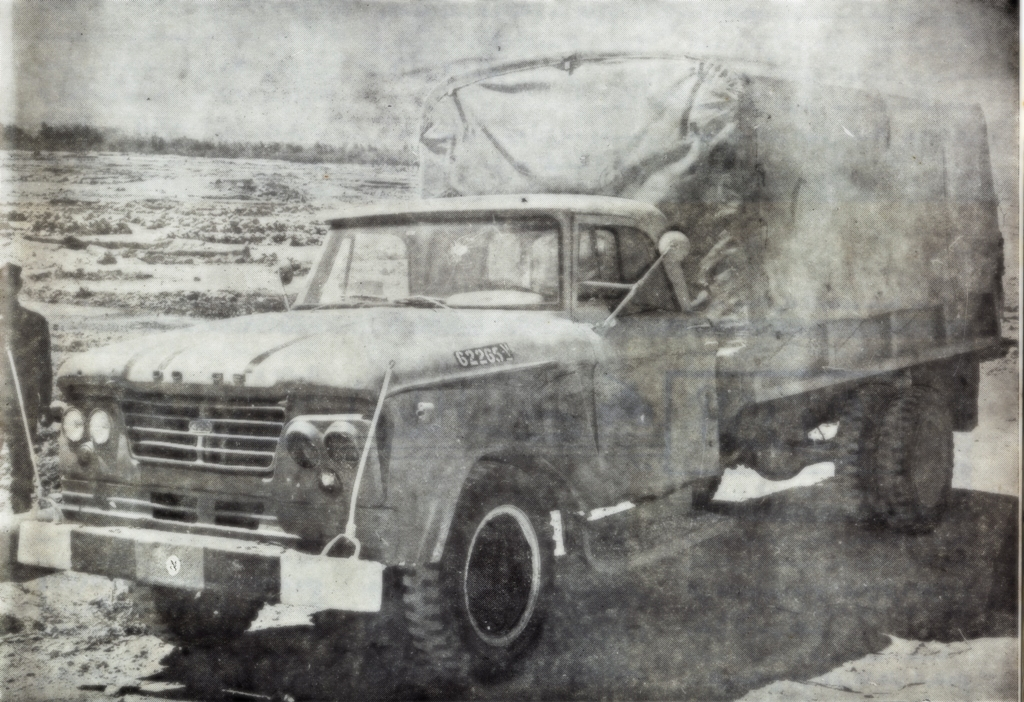
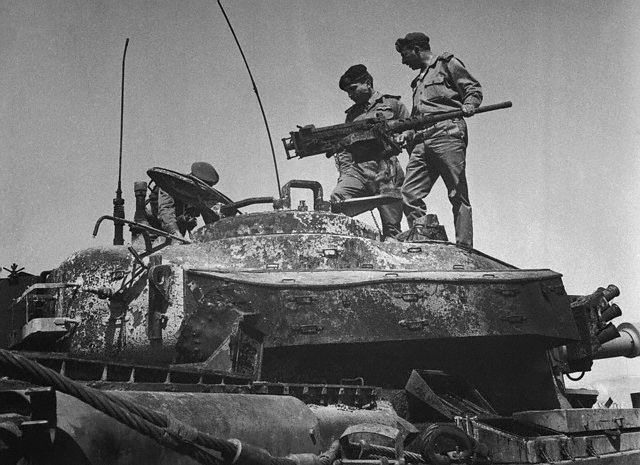

## Bajas
Las estimaciones de las víctimas varían:
- Israel: — Chaim Herzog y Kenneth M. Pollack estiman 28 muertos y 69 heridos. Shabtai Teveth da una cifra de 32 muertos y 70 heridos, de una fuerza de 1000 soldados. Benny Morris escribe que Israel tuvo 33 muertos y 161 heridos.[1] y que también perdió cuatro tanques, tres vehículos semioruga, dos blindados y un Dassault Ouragan del Escuadrón 113, aunque el piloto logró eyectarse. Un Mirage tuvo que hacer un aterrizaje de emergencia.[1] Asimismo, Ram Kumar afirma que un helicóptero también fue derribado.[4]

- Jordania: — Zeev Maoz y Morris citan una cifra de unos 84 soldados jordanos muertos y otros 250 heridos, más cuatro capturados, así como 30 tanques destruidos. Maoz señala que dos aviones jordanos fueron derribados.

- OLP: — Herzog: 200 muertos, 150 capturados, Morris: 156 muertos y 141 capturados.[1] Pollack: 100 muertos, 100 heridos, 120 a 150 capturados. De acuerdo con Morris, otros 20 guerrilleros de la OLP fueron asesinados y 27 capturados durante la Operación Asuta correspondiente. Teveth afirma que 170 murieron y 130 fueron tomados como prisioneros.[1]

## Consecuencias
Más tarde, el Consejo de Seguridad de las Naciones Unidas emitió la resolución 248 que condenaba el ataque israelí contra el territorio jordano y la violación de la línea de alto el fuego.

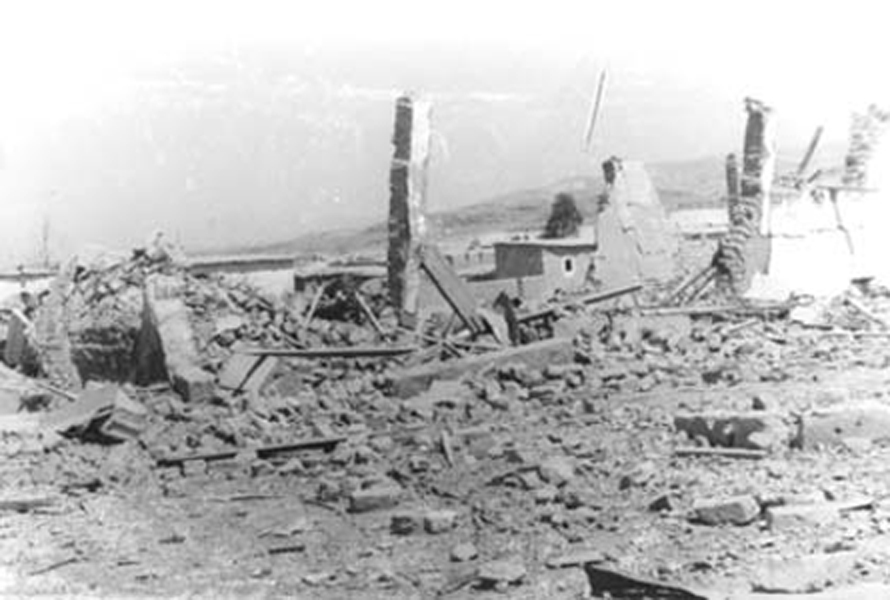
Ruinas de Karameh tras el asalto israelí.

Israel afirmó haber cumplido su objetivo de destruir el campamento de Fatah, y en un nivel táctico, la batalla se eliminaron efectivamente en favor de Israel. 

«La operación Karama (sic) de manifiesto la vulnerabilidad de las unidades de la OLP, desplegados a lo largo de la río Jordán y lo que se trasladó su concentración en las montañas. Esta presión adicional que se les imponen y se abrieron operaciones en la Ribera Occidental, incluso más complicado y difícil de lo que había sido hasta el momento.»

 Políticamente, sin embargo, se condenó a Israel en gran medida por la opinión pública mundial. El embajador de EE. UU. ante la ONU, Arthur Goldberg, dijo: 

«Creemos que los contraataques militares como los que acaban de tener lugar, en una escala fuera de proporción con los hechos de violencia que la precedieron, son muy de lamentar.»

 El embajador de EE. UU. en Israel, Walworth Barbour, dijo que dentro de veinte años, un historiador escribiría ese día como el comienzo de la destrucción de Israel. Eban informó la declaración del embajador al gabinete, y Menachem Begin dijo que tal expresión no debía ser citada en una reunión de gabinete.
La batalla de Karameh aportó a Fatah un aumento de la propaganda. Gedeón Rafael dijo más adelante que 

«La operación dio un enorme estímulo a la organización Fatah de Yasser Arafat y de manera irrevocable implantado el problema palestino en la agenda internacional, ya no como una cuestión humanitaria de refugiados sin hogar, sino como una reivindicación de un Estado palestino.»

 Uzi Narkis, que comandó la operación, renunció al cargo de jefe del Comando Central para un puesto en la Agencia Judía, poco después de la batalla.
Jordania afirmó haber ganado la batalla y haber detenido una unidad israelí en Amán. Hussein dijo a la televisión después de la contienda: 

«Creo que podemos llegar a una posición en la que todos somos fedayines.»

 Por su parte, Arafat dijo: 

«Lo que hemos hecho es para hacer del mundo... darse cuenta de que los palestinos no es el número de refugiados ya esto y lo otro, pero el miembro de un pueblo que llevan las riendas de su propio destino y están en condiciones de determinar su propio futuro.»

Tanto palestinos como árabes en general consideran la batalla una victoria psicológica sobre el ejército israelí, que había sido visto como invencible, hasta entonces, y el reclutamiento de las unidades de guerrilla se disparó. Fatah informó que 5.000 voluntarios solicitaron su adhesión en las primeras 48 horas luego de la batalla. Para finales de mes, había cerca de 20 000 fedayines en Jordania.
Irak y Siria ofrecieron programas de capacitación para varios miles de guerrilleros. Los estados del Golfo Pérsico, liderados por Kuwait, recaudaron dinero para ellos a través de un impuesto del 5% sobre los sueldos de sus decenas de miles de residentes a los trabajadores palestinos, y en el Líbano se recaudaron US$ 500 000 solo en Beirut. Las organizaciones palestinas comenzaron a garantizar una vida útil de apoyo a las familias de todos los guerrilleros muertos en combate. Un año después de la batalla, Fatah tenía ramas en unos ochenta países.
Después de la batalla, Fatah comenzó a participar en proyectos civiles para lograr la afiliación popular. Se considera que tanto la batalla de Karameh y el consiguiente aumento en la fuerza de la OLP fueron importantes catalizadores de los acontecimientos del Septiembre Negro en Jordania, que tendría lugar dos años y medio después.